# Sklavenwunder
Das Sklavenwunder, auch bekannt als das Wunder des heiligen Markus, aus dem Jahr 1548 zählt zu den ersten Hauptwerken des italienischen Renaissancekünstlers Jacopo Tintoretto. Das Werk zeigt den Versuch, einen Sklaven, der ohne Erlaubnis seines Herrn zum Grab des heiligen Markus nach Venedig pilgerte, als Strafe für seinen Ungehorsam nacheinander zu blenden, ihm die Füße abzuhacken und den Kiefer zu zertrümmern. Durch Intervention des heiligen Markus versagten jedoch alle Folterwerkzeuge. Das Werk befindet sich in Venedig in den Gallerie dell’Accademia.

## Hintergrundgeschichte
Das Werk stellt eines der in hagiographischen Quellen überlieferten posthumen Wunder des heiligen Markus dar, nämlich die Befreiung eines Sklaven von der Folter. Ein dem Christentum angehörender, provenzalischer Sklave ist ohne Einwilligung seines Herrn nach Venedig gepilgert, um den Leichnam des Evangelisten zu besuchen. Er gelobte dabei, seine Gliedmaßen dem Schutze Markus’ anzuvertrauen. Mit dieser Pilgerreise machte er sich des Ungehorsams gegenüber seinem Herrn schuldig. Nach seiner Rückkehr sollten ihm als Strafe nacheinander die Augen ausgestochen, die Füße abgehackt und der Kiefer zertrümmert werden. Der Sklave rief den heiligen Markus um Beistand an. Dessen wundersame Erscheinung bewirkte, dass die Folterinstrumente zerbrachen, was den Sklavenhalter, die Henker und die umstehende Menge konsterniert zurückließ. Der Herr des Sklaven ließ sich durch dieses Wunder bekehren und pilgerte schließlich gemeinsam mit seinem Sklaven zum Grab des heiligen Markus.

## Bildbeschreibung
Das Gemälde zeigt den vergeblichen Versuch, den ungehorsamen Sklaven zu verstümmeln. Die auf dem Gemälde dargestellte Handlung erinnert an eine theatralische Inszenierung. Über dreißig, zum Teil lebensgroß dargestellte Personen verkörpern Venezianer, Griechen und Orientalen. Sie erzeugen durch ihre Körperhaltungen den Eindruck einer Momentaufnahme des Geschehens. 

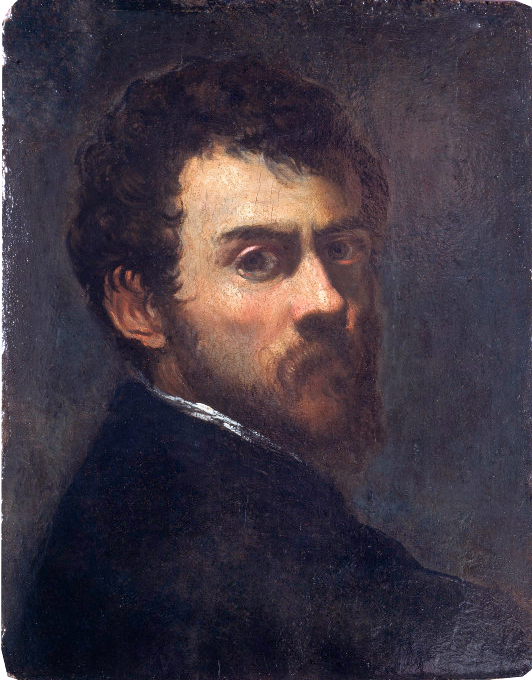
Selbstbildnis Tintorettos um 1548

Auf der rechten Seite sitzt der wohlhabende Sklavenhalter aus der Provence auf einem erhöhten Thron und wohnt dem Martyrium des gefesselten Dieners bei. Sein Gesicht wird von einem göttlichen Schlaglicht erhellt. Der rettende Evangelist dringt mit dem Evangelium in der rechten Hand in kühner Untersicht kopfüber fliegend in die Szene ein und schwebt dann schützend über der Menschenmenge und dem Sklaven. Die zerstörten Folterwerkzeuge sind zickzackförmig am unteren Bildrand in der Reihenfolge ihrer Anwendung angeordnet.
Der liegende Sklave könnte ein verstecktes Selbstbildnis Tintorettos sein. Hierfür sprechen die physiognomische Ähnlichkeit mit dem Selbstbildnis von 1548 wie auch die perspektivische Verkürzung des Körpers, die den Kleinwuchs des Künstlers sowohl verbirgt als auch thematisiert. Gemäß dem Kunsthistoriker und Restaurator Erasmus Weddigen sind in den Zuschauern auch zeitgenössische venezianische Künstler dargestellt wie zum Beispiel am linken Bildrand der Festungsbaumeister Michele Sanmicheli in der von ihm gebauten Loggetta und Sebastiano Serlio. Besonders umstritten ist seine Interpretation, dass sich Tizian und Michelangelo, die über dem blau gekleideten, knienden Henker angeordnet sein sollen, vor dem Sklaven, das heißt Tintoretto, verbeugen.

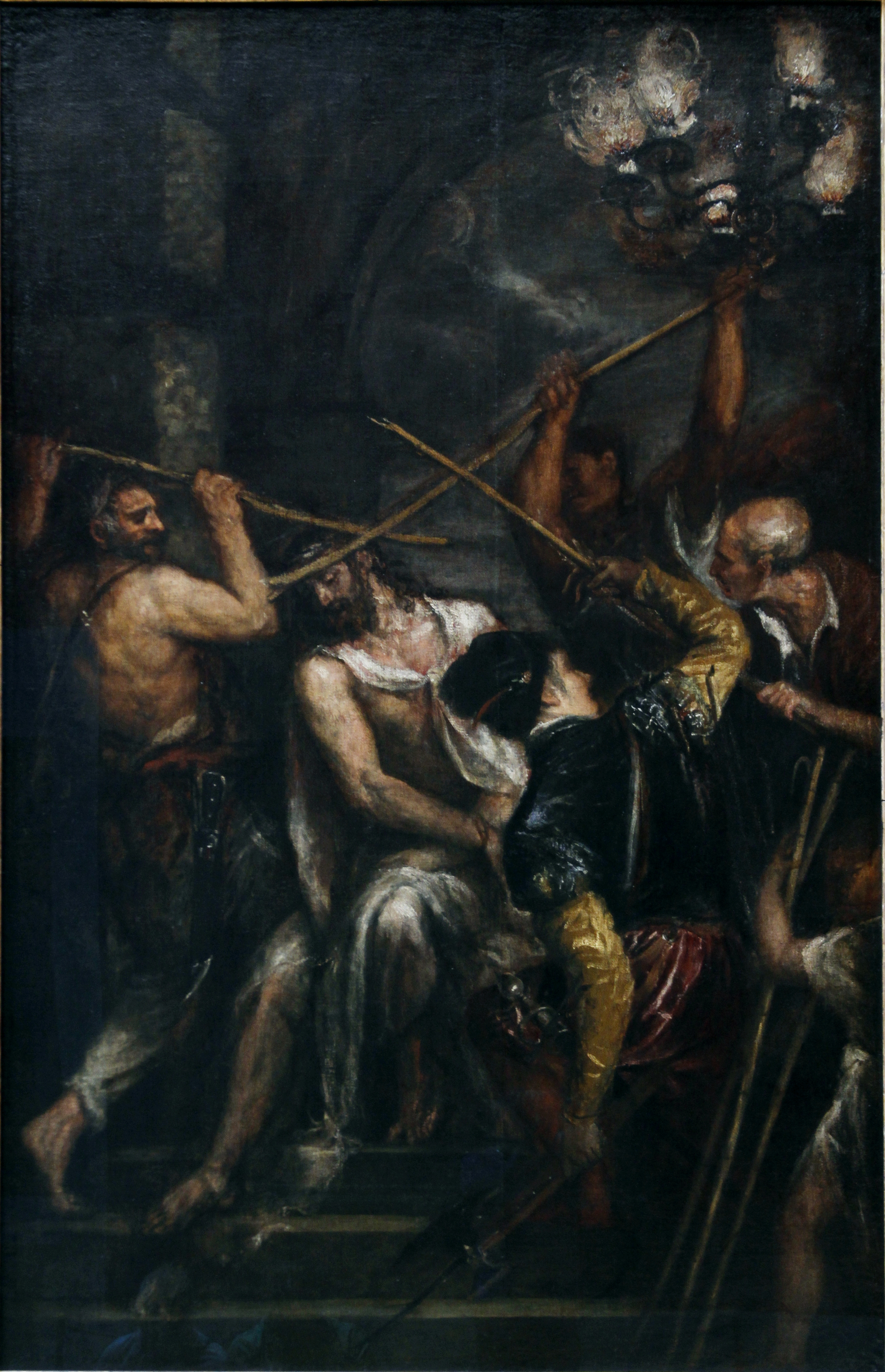
Dornenkrönung Christi von Tizian

Vorbild für den Soldaten im Kettenhemd, der am rechten Bildrand unterhalb des Sklavenhalters steht und dem Betrachter den Rücken zuwendet, war eine Figur aus Tizians Dornenkrönung Christi. Tintoretto studierte um 1541 dieses Gemälde genau, bevor es nach Mailand gesandt wurde. Mit der Darstellung des Kettenhemdes bewies Tintoretto beides, Geschwindigkeit und Ökonomie seines Malstils: „Aus einer einheitlichen Untermalung auf hellem Grund sind zunächst quergelagerte Hilfslinien gekratzt worden, die den Körperformen folgen. Anschließend wurden die Kettenglieder herausgeschabt, lasierend mit Schatten überlegt und im Licht mit Bleiweiß gehöht“.

## Geschichte des Bildes
Die prominente und vornehme venezianische Laienbruderschaft Scuola Grande di San Marco war Auftraggeber des Gemäldes. Das Haus der Bruderschaft, die Scuola Grande di San Marco, wurde Ende des 15. Jahrhunderts erbaut. Nachdem 1534 die künstlerische Ausstattung des Albergo, das heißt des Vorstandsraums und der Schatzkammer abgeschlossen war, beschloss 1542 die Bruderschaft, den Kapitelsaal mit Gemälden zu schmücken. Erst 1547 bekam Tintoretto als letzter Künstler den Auftrag für ein Gemälde, das zwischen zwei großen Fenstern an der Stirnwand des Saals hin zum Campo Santi Giovanni et Paolo angebracht werden sollte. Wegen des Gegenlichts war dies der schwierigste Ort im Kapitelsaal, um ein Gemälde zu präsentieren und zur Geltung zu bringen. Tintoretto löste die Aufgabe, indem er das Gemälde durch rahmende Architekturelemente zu einem fiktiven, zentralen dritten Fenster machte. Weiter setzte er kontrastreiche Lokalfarben ein und operierte mit einer kontrastreichen Beleuchtung, wobei das im Gemälde von rechts einfallende Licht der tatsächlichen Beleuchtung entsprach, wenn abends im Kapitelsaal Sitzungen stattfanden.
Das Sklavenwunder war das erste nennenswerte Werk in Tintorettos Laufbahn. Ihm wurde bis dahin eine zu hastige Pinselführung vorgeworfen und dass seine Werke unvollendet wären. Vor allem Tizian war zu diesem Zeitpunkt ein offener Kritiker seiner Arbeiten. Es ist nicht endgültig geklärt, ob Tintorettos Malkunst zu dem Auftrag führte oder ob sein späterer Schwiegervater, der zu diesem Zeitpunkt eine führende Stellung in der Bruderschaft innehatte, zu seinen Gunsten intervenierte. Wie auch immer, das Werk erregte nach seiner Enthüllung im Kapitelsaal sensationelles Aufsehen und Tintoretto stieg über Nacht zum ersten Monumentalmaler der Stadt auf. Brisant scheint auch der zeitgeschichtliche Bezug des Gemäldes, da damals manche Venezianer Leibeigene besaßen und Menschenhandel betrieben und Foltermethoden wie Verstümmelungen zum normalen Strafmaß gehörten.

## Provenienz
Das Gemälde entstand 1548 und hing bis 1797 im Kapitelsaal der Scuola Grande di San Marco in Venedig. 1797 ließ Napoleon Bonaparte das Bild nach Paris bringen, wo es bis 1815 im Musée Napoleon ausgestellt war. Seit 1816 ist es im Besitz der Gallerie dell’Accademia di Venezia, wo es im Raum IX ausgestellt ist.